# Ребека (роман)
„Ребека“ (на английски: Rebecca) е роман от британската писателка Дафни дю Морие. С публикуването си през 1938 г. Ребека прави – за нейна голяма изненада – дю Морие един от най-популярните автори на онова време. Някои наблюдатели са отбелязали паралели с Джейн Еър. Голяма част от творбата е написана в Александрия, Египет, където съпругът ѝ е бил назначен тогава.

## Сюжет
Внимание:  Текстът по-долу разкрива сюжета на произведението (или части от него)!
„Снощи сънувах, че отново се връщам в Мандърлей“ е началното изречение на романа, чиито сюжет е изложен посредством разказ за собствения ѝ живота на неименувана жена, живееща със съпруга си в чужбина. Работейки като компаньонка на богата американка, почиваща на Френската Ривиера, тя започва връзка със заможен англичанин Максимилиян (Максим) де Уинтър. След двуседмично ухажване тя се съгласява да се омъжи за него и след женитбата отива с него в красивото му имение Мандърлей. Пристигайки в имението тя разбира колко трудно би било да преодолее спомена за първата съпруга на Максимилиян, Ребека. Тя разбира, че Ребека се е удавила при инцидент с лодка в морето недалеч от имението, но споменът за нея продължава да има силно въздействие върху имението, неговите обитатели и посетители, особено върху деспотичната икономка, г-жа Денвърс.
Г-жа Денвърс, която е била дълбоко отдадена на Ребека, се опитва да подрине втората г-жа де Уинтър, внушавайки, че тя никога няма да придобие изискаността и чара, които Ребека е притежавала. Винаги, когато г-жа де Уинтър се опитва да промени Мандърлей, г-жа Денвърс сочи как Ребека е управлявала имението докато е била жива и намеква, че на втората г-жа де Уинтър ѝ липсват опита и знанията за управление на такова имение. Неуверена и залята от новия си живот, г-жа де Уинтър прави грешка стъпка след грешна стъпка, докато не става убедена, че Максим съжалява за прибързаното си решение да се ожени за нея и все още е влюбен в наглед съвършената Ребека. Кулминацията идва на годишния бал с костюми в Мандърлей. Г-жа Денвърс манипулира г-жа де Уинтър да носи облече костюм реплика на този, който Ребека е носила с голямо одобрение на бала предишната година, малко преди смъртта ѝ.
В ранните часове на утрото бурята, която се е събирала над имението води до корабокрушение. Гмуркач, който разследва състоянието на корпуса на потъналия кораб открива останките на лодката на Ребека. Малко преди корабокрушението г-жа Денвърс разкрива неприязънта и презрението си към втората г-жа де Уинтър. След като е завела втората г-жа де Уинтър в спалнята на Ребека, която тя е запазила подобно на светилище, тя насърчава втората г-жа де Уинтър да се самоубие като скочи от прозореца, но в последния момент ѝ е попречено от смущение, причинено от корабокрушението.
Разкритията, направени вследствие на корабокрушението карат Максим да признае истината на втората г-жа де Уинтър – как своенравната и изневярваща Ребека го е раздразнила с поредица от любовни авантюри и му е внушила, че е бременна от друг мъж. Изпитващ омраза, Максим я застрелва и се отървава от тялото ѝ като го поставя в лодката ѝ и я потопява. Втората г-жа де Уинтър е облекчена да чуе, че Максим не е обичал Ребека.
Лодката на Ребека е извадена и е открито, че на дъното ѝ предумишлено да пробити дупки, което е било причина за потопяването. Следва разследване и въпреки че не е ясно кой е пробил дупките е направено заключение, че става въпрос за самоубийство. Братовчедът на Ребека, Джак Фаръл (явно същи неин любовник), обаче се появява, твърдейки, че има доказателство, че Ребека не може да е възнамерявала самоубийство. Джак се опитва да изнудва Максим, тъй като вярва, че Максим е убил Ребека след това е потопил лодката.
Става ясно, че Ребека е имала час при доктор малко преди смъртта си, предполага се, за да бъде потвърдена бременността ѝ. Когато докторът е открит, той разкрива, че Ребека е имала рак и е щяла да умре след няколко месеца, а освен това тя не е могла да забременее. Загатва се, че, знаейки, че ще умре, Ребека е излъгала Максим, че е забременяла от друг мъж, защото е искала Максим да я убие (така смъртта ѝ действително може да се сметне за вид самоубийство). Преди да се върнат в Мандърлей, Максим и съпругата му научават, че г-жа Денвърс е изчезнала. Максим изпитва силно лошо предчувствие и настоява да се върнат с кола в Мандърлей незабавно, въпреки че е нощ. Преди да достигнат до имението обаче става явно от заревото на хоризонта и пепелта, носена от вятъра, че то гори.

## Въздействие
Ребека е отпечатан в 20 000-ен тираж и се радва на популярност, но критиците не я одобряват. Едно издание на романа е използвано от германците по време на Втората световна война като източник за шифър – съставяне на изречение, като се използват единични думи в книгата, посочени чрез номер на страницата, ред и позиция в реда. В квартирата на Ромел се пазел един екземпляр, а друг бил носен от агенти на Абвер проникнали в Кайро, след като прекосили Египет с кола, водени от граф Ласло Алмаши. Шифърът обаче никога не е използван, защото радио секцията на главната квартира е пленена при схватка и германците решили, че сигурността е поставена под въпрос.

## Филм
Ребека няколко пъти е адаптирана. Най-известната адаптация е филмът на Алфред Хичкок от 1940 г., който печели два Оскара, включително за най-добър филм, а в главните роли са Лорънс Оливие като Макс, Джоан Фонтейн като втората г-жа Денвърс и Джудит Андерсън. Продукционният кодекс на Холивуд обаче изисква престъпленията да се наказват, поради което сюжетът е променен, така че смъртта на Ребека да е нещастен случай. На края на филма г-жа Денвърс загива в огъня. Филмът бързо се превръща в класика и е голямо техническо постижение за времето си.
Самата дю Морие адаптира книгата си в пиеса през 1939 г., която е играна в Лондон над 350 пъти през 1940 г.